# معامله قرن

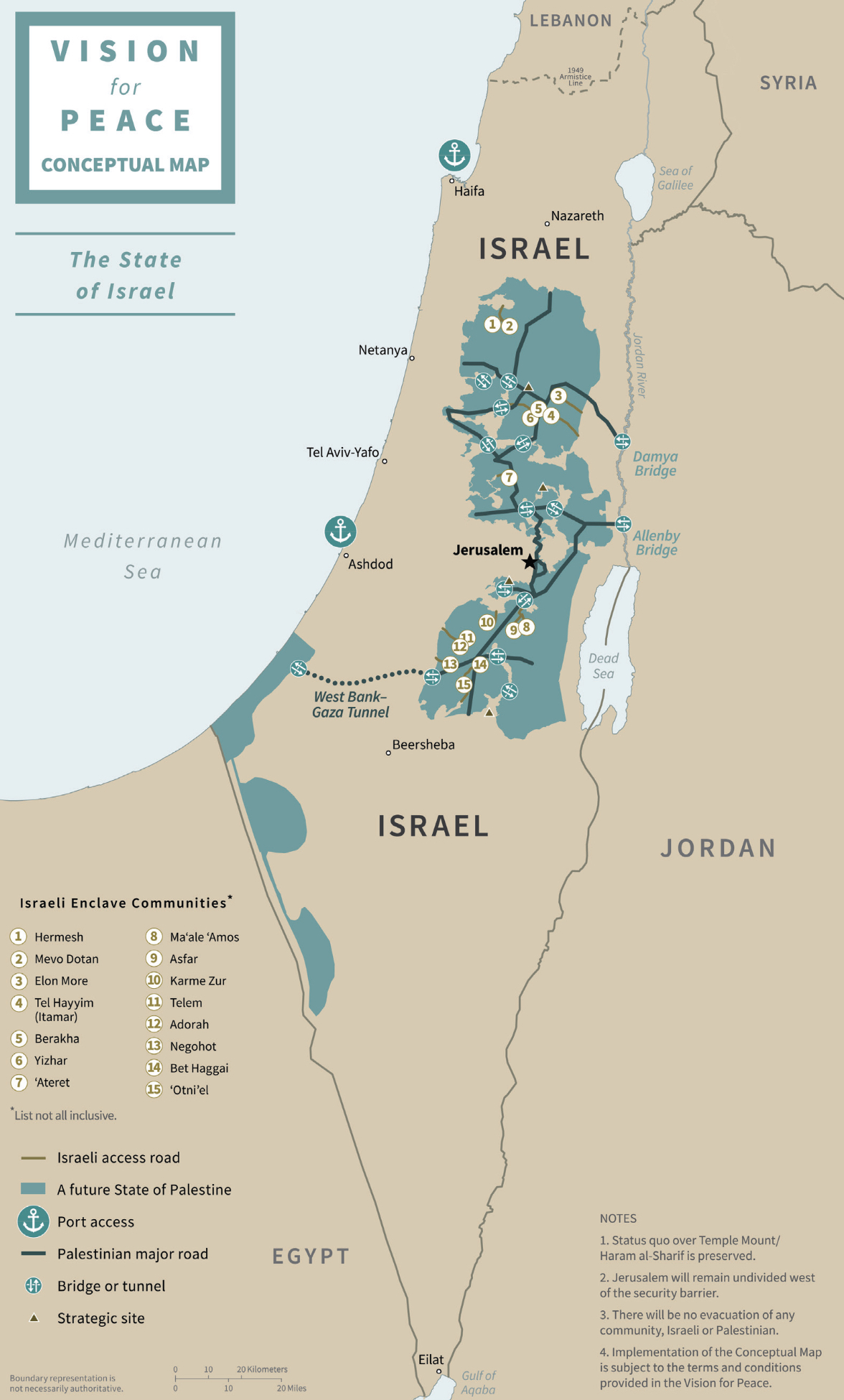
نقشهٔ ارائه شدهٔ «معاملهٔ قرن» موسوم به «طرح صلح ترامپ»

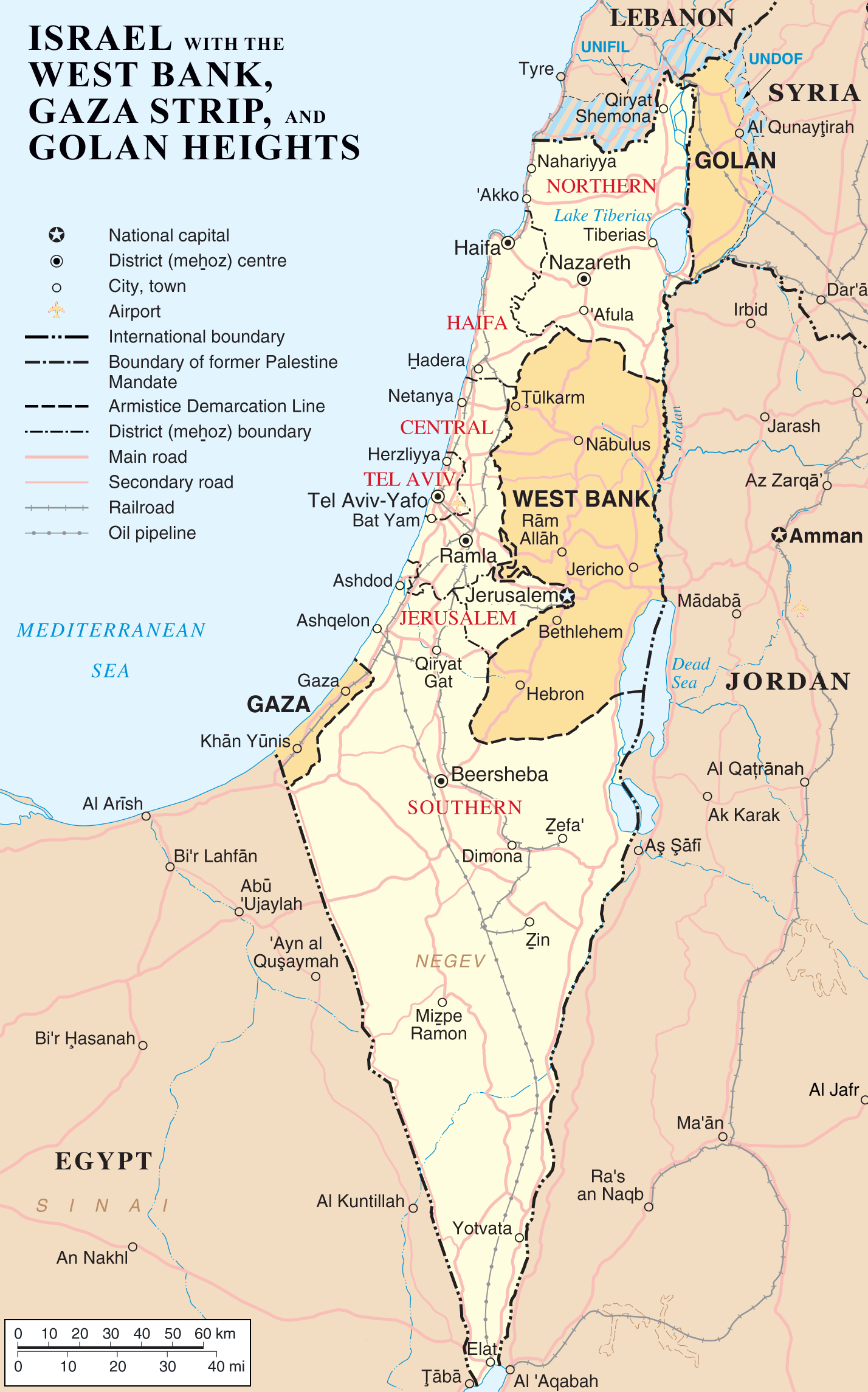
نقشهٔ کنونی سرزمین فلسطین و اسرائیل: هم‌اکنون سازمان ملل متحد مناطق زرد کمرنگ را به عنوان کشور اسرائیل به رسمیت می‌شناسد. بر پایهٔ معاملهٔ قرن، دولت فلسطین باید بخش‌های دیگری از خاک فلسطین از جمله بخش‌هایی از بیت‌المقدس شرقی را به دولت اسرائیل واگذار کند و امتیازهای دیگری نیز بدهد تا اجازه رسیدن به استقلال را داشته باشد.

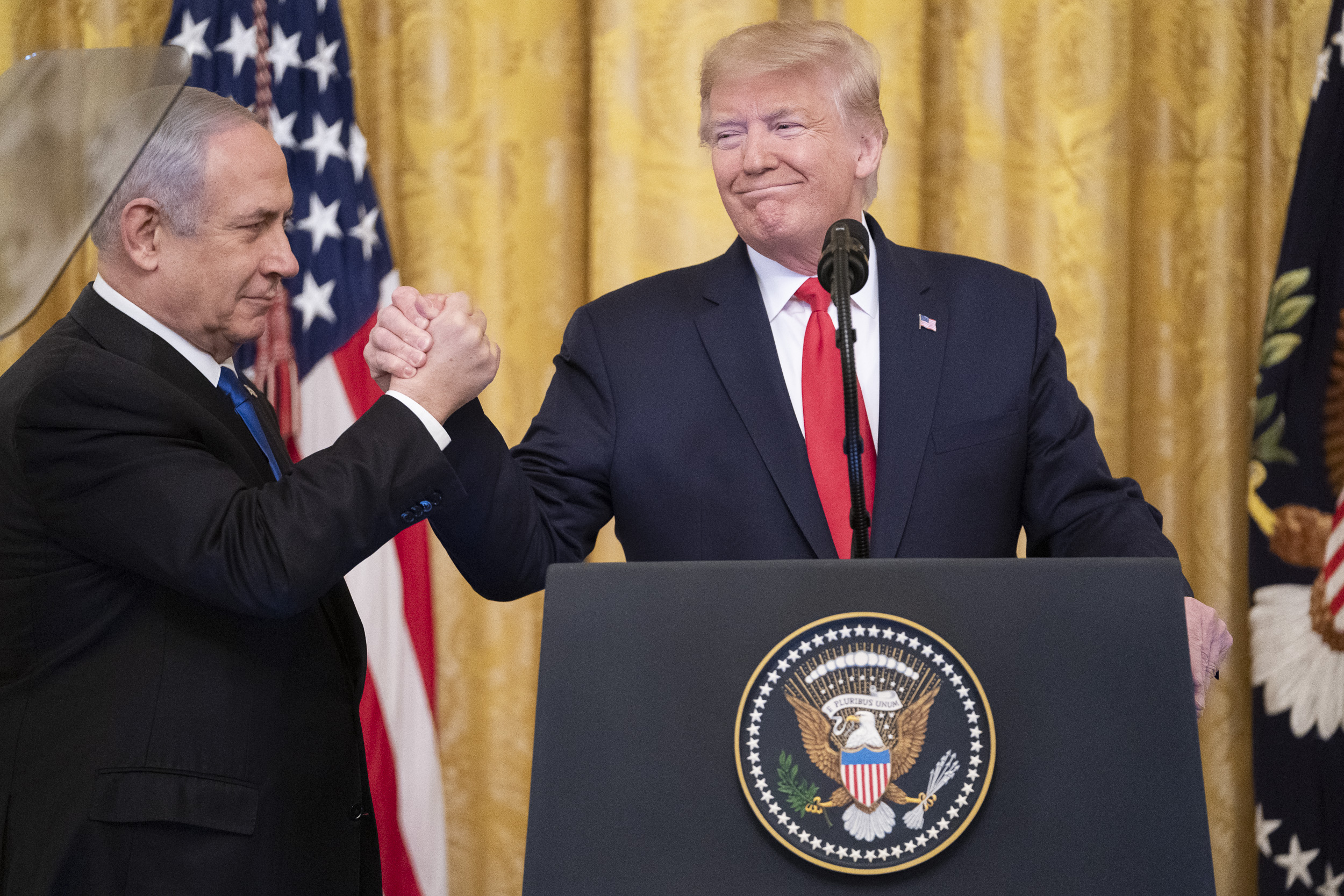
نتانیاهو و ترامپ در مراسم معرفی «معامله قرن»

معاملهٔ قرن یا طرح صلح ترامپ، پیشنهاد صلح میان اسرائیل و فلسطین برای گره‌گشایی از درگیری این دو کشور است که از سوی دونالد ترامپ، رئیس‌جمهور ایالات متحده آمریکا، ارائه شد. این طرح به ابتکار جرد کوشنر، رایزن ارشد رئیس‌جمهور وقت آمریکا تدوین شده است. خبرگزاری‌های گوناگون از این طرح با نام «معامله قرن» یاد می‌کنند؛ گرچه سندی در دست نیست که دونالد ترامپ این نام را به‌کار برده باشد. طبق این طرح، اسرائیل در ازای دریافت امتیازهایی فراتر از تعهد‌های پیشین سازمان آزادی‌بخش فلسطین و قطعنامه‌های شورای امنیت و پیوستن بخش‌هایی از مناطق اشغال شده به خاک خود، با تشکیل دولت مستقل فلسطین موافقت می‌کند.
محمود عباس، رئیس تشکیلات خودگردان فلسطین و بسیاری از مقام‌های فلسطینی و کشورهای دیگر با این طرح به شدت مخالفت کرده‌اند و همچنین حماس و جهاد اسلامی نیز مخالفت اکید خود را با این طرح ابراز نموده‌اند .
بنا به گمانه‌زنی روزنامهٔ «اسرائیل هیوم» نزدیک به بنیامین نتانیاهو از مفاد معامله، اگر سازمان‌های فلسطینی طرح ترامپ را نپذیرند، شاید آمریکا مانع رسیدن برخی کمک‌ها به فلسطینی‌ها شود.
این طرح برای پایان دادن به بیش از ۷۰ سال منازعه فلسطین و اسرائیل ارائه شده است.
براساس این طرح، بخش‌هایی دیگر از فلسطین شامل نیمی از کرانهٔ باختری و بَخشی از بیت‌المقدس شرقی که از نظر جامعهٔ جهانی به دولت فلسطین تعلق دارد، به اسرائیل واگذار می‌شود و در عوض اسرائیل با تشکیل کشور مستقل فلسطین در نیمهٔ دیگر کرانهٔ باختری و تمام نواحی نوار غزه و چندین محله از بیت‌المقدس شرقی موافقت می‌کند. بر پایهٔ این طرح، شهر ابودیس به جای بیت‌المقدس به‌عنوان پایتخت فلسطین در نظر گرفته می‌شود.
همچنین طبق این طرح، فلسطینی‌ها باید از حق بازگشت به سرزمین خود که بر طبق قطعنامهٔ ۱۹۴ مجمع عمومی سازمان ملل متحد در سال ۱۹۴۸ به رسمیت شناخته شده، صرف‌نظر کنند.
درنهایت با توجه به نپذیرفتن طرف فلسطینی و مخالفت‌های جهانی، این طرح پذیرفته و اجرایی نشد.

## جزئیات
در این طرح روستاها و محله‌های عربی که بیشتر، فلسطینیان در آن هستند باید به تشکیلات خودگردان فلسطین واگذار شود و همچنین یک گذرگاه نیز برای فلسطینیان برای رفت و آمد به مسجدالاقصی در نظر گرفته می‌شود. معامله قرن پیشنهادهایی هم برای پایان دادن به مشکل آوارگان فلسطین و شهرک‌سازی اسرائیل دارد.
این معامله شامل انتقال مالکیت محله‌ها و نواحی نزدیک به قدس مانند «بیت حنینا»، «شعفاط»، «کفر عقب» و «راس خمیس» به تشکیلات خودگردان فلسطین می‌شود. این طرح، پیشنهادی بر پایهٔ تشکیل کشور فلسطین در ابتدا در حدود نیمی از کرانه باختری، همه نوار غزه و برخی محله‌های قدس از جمله «بیت حنینا»، «شعفاط» و اردوگاه آن، «راس خمیس» و «کفر عقب» مطرح می‌کند و در کنار آن، شهرک قدیمی و محله‌های پیرامون آن همچون «سلوان»، «الشیخ جراح» و «جبل الزیتون» را برای اسرائیل باقی می‌گذارد.

### ممنوعیت داشتن ارتش برای فلسطینی‌ها
بر پایه گمانه‌زنی‌هایی که از متن معامله در رسانه‌های اسرائیلی منتشر شده، داشتن ارتش برای فلسطین جدید ممنوع است.

## واکنش طرف‌های فلسطینی
دفتر سیاسی گروه حماس اعلام کرده: ما مخالفت قاطع خود را با آنچه معامله قرن نامیده می‌شود، اعلام می‌کنیم و بر ادامه تظاهرات بازگشت تا تحقق اهداف آن تأکید می‌کنیم. حق مشروع ملت ماست که همگی انواع مبارزه مشروع تا نابودی اشغالگران را ادامه دهیم و اهداف ملی ثابت خود را محقق سازیم. ما به شدت هر گونه تلاش رسمی و غیررسمی عربی یا داخلی برای عادی سازی روابط با اسرائیل را محکوم می‌کنیم.
«عکرمه صبری» خطیب مسجد الاقصی در خطبه‌های نماز جمعه[نیازمند منبع] دربارهٔ طرح آمریکا برای فلسطین نامیده شده به معامله قرن و موافقت برخی از رژیم‌های عربی و کشورهای اسلامی با این طرح هشدار داد: کسانی که اظهار نظرهای سیاسی دربارهٔ معامله قرن را دنبال می‌کنند، به خطر آن پی می‌برند. از جمله این خطرها خط خوردن شهر قدس از هرگونه مذاکرات در آینده است. حق بازگشت حقی قانونی است و هرگز از آن کوتاه نخواهیم آمد. قدس پایتخت فلسطین خواهد بود و هیچ جایگزینی برای آن وجود نخواهد داشت.

## واکنش‌های جهانی
- ایران، پاکستان و برخی از کشورهای عربی مانند اردن و مصر مخالفت خود با این طرح را نشان داده‌اند.[۱۵][۱۶]
- سیدعلی خامنه‌ای رهبر ایران در توییتی اعلام کرد این طرح را یک «سیاست شیطانی و خبیث آمریکا» در مورد فلسطین می‌داند و نوشت این معامله هرگز تحقق نخواهد یافت.[۱۷]
- سید حسن نصرالله دبیرکل حزب‌الله لبنان خروج آمریکا از برجام و بازگشت تحریم‌ها علیه ایران را نشانه‌هایی از طرح معامله قرن دانست و نسبت به آن اظهار بدبینی نمود.[۱۸]
- روسیه نیز با صدور بیانه‌ای گفته است که اسرائیل و فلسطین دو طرف درگیر در این موضوع هستند. مسکو جزئی از این مشاجرات نیست. واشینگتن نیز تصمیم گیرنده این درگیری‌ها نیست.
- مقتدی صدر مخالفت خود را با طرح معامله قرن اعلام کرد. وی افزود فلسطین سرزمین آزادگان جهان است.
- حزب‌الله لبنان مخالفت خود را با معامله قرن اعلام کرد و این طرح را معامله ننگین خواند.
- اتحادیه اروپا از طرح معامله قرن انتقاد کرده و به شدت ابراز نگرانی کرد.
- ترکیه و اردن با این طرح مخالفت کردند. عبدالله دوم پادشاه اردن به شدت به طرح آمریکایی معامله قرن علیه مسئله فلسطین واکنش نشان داد.
- امارات متحده عربی و بحرین موافقت خود را با طرح اعلام کردند.

## نظرسنجی
بر پایهٔ یک نظرسنجی از مؤسسهٔ جی‌ام‌سی‌سی، بیش از ۸۰٪ فلسطینیان ساکن کرانهٔ باختری و نوار غزه با این طرح مخالف، و تنها حدود ۷٪ با آن اعلام موافقت کرده‌اند.